# Scapanes affinis
Scapanes affinis är en skalbaggsart som beskrevs av Roger Paul Dechambre 1995. Scapanes affinis ingår i släktet Scapanes och familjen Dynastidae. Inga underarter finns listade i Catalogue of Life.